# تكمي اومغار (لزيفة)
تكمي اومغار هو دُوَّار يقع بجماعة أمزوضة، إقليم شيشاوة، جهة مراكش آسفي في المملكة المغربية. ينتمي الدوّار لمشيخة لزيفة التي تضم 35 دوار. يقدر عدد سكانه بـ 514 نسمة حسب الإحصاء الرسمي للسكان والسكنى لسنة 2004.

## روابط خارجية
- البوابة الوطنية للجماعات الترابية نسخة محفوظة 12 مارس 2018 على موقع واي باك مشين.
- المندوبية السامية للتخطيط